# Bezonvaux
Bezonvaux – miejscowość i gmina we Francji, w regionie Grand Est, w departamencie Moza.
Według danych na rok 1990 gminę zamieszkiwało 0 osób, a gęstość zaludnienia wynosiła 0 osób/km² (wśród 2335 gmin Lotaryngii Bezonvaux plasuje się na 1034. miejscu pod względem liczby ludności, natomiast pod względem powierzchni na miejscu 651.).